# Регламент про дорожній транспорт
Регла́мент про доро́жній транспо́рт (№ 561/2006) — нормативно-правовий акт Європейського Союзу, який встановлює стандарти здоров’я та безпеки для працівників, які керують транспортними засобами в межах Європейського Союзу.

## Зміст
Стаття 6 вимагає, щоб щоденний час водіння становив максимум 9 годин, але не більше 10 годин двічі на тиждень, (2) щотижневий максимум 56 годин, (3) двотижневий максимум 90 годин, і (4) це стосується країн, що не є членами ЄС. Стаття 7 вимагає, щоб після 4+1⁄2 годин водії робили 45-хвилинну перерву, або 15 хвилин плюс 30 хвилин протягом цього періоду. Стаття 8 встановлює щотижневі періоди відпочинку щонайменше два рази на два тижні, один з яких має тривати щонайменше 24 години.
Стаття 10 встановлює, що транспортні підприємства не можуть здійснювати виплати водіям, «пов'язані з пройденою відстанню та/або кількістю перевезеного вантажу, якщо такі виплати ставлять під загрозу безпеку дорожнього руху та/або заохочують до порушення цього Регламенту».
Стаття 11 говорить, що держава-член може встановлювати більш тривалі мінімальні перерви.
Стаття 13 містить різні винятки, а стаття 26 містить прикінцеві положення.